# Швадерлапп, Доминик
Доминик Швадерлапп (нем. Dominik Schwaderlapp; род. 4 мая 1967, Зельтерс, ФРГ) — немецкий прелат. Титулярный епископ Фридженто и вспомогательный епископ архиепархии Кёльна с 24 февраля 2012.

## Священство и раннее служение
Доминик Швадерлапп родился 4 мая 1967 года, в Зельтерсе, а вырос в Рансбах-Баумбахе. После изучения католического богословия в Бонне и Аугсбурге, Швадерлапп получил таинство священства 18 июня 1993 года от архиепископа Кёльна кардинала Йоахима Майснера, в Кёльне. 20 июня 1993 года, он отслужил в своем приходе Святого Антония в Рансбах-Баумбахе, свою первую мессу (примицию). Впоследствии он был капелланом в церкви Святой Марии и церкви Святой Варвары в городе Нойсе, а с 15 ноября 1996 года — капеллан и личный секретарь архиепископа Майснера.

## На службе в Кёльнской митрополии
В 2002 году окончил Аугсбургский университет с работой по моральному богословию, под руководством теолога Иоахим Пигзы, доктор богословия. К концу 2003 года он был капелланом и секретарём кардинала Майснера. 1 января 2004 года он был назначен заместителем генерального викария в Кёльне. С 1 июня 2004 года Швадерлапп — генеральный викарий архиепархии Кёльна и таким образом, административный глава крупнейшей епархии в Германии. 2 июля 2004 года он был избран резиденциальным каноником соборного капитула. После того как он был введён 25 июля 2004 года в качестве каноника, Папа римский Иоанн Павел II, 17 ноября 2004 года, даровал ему титул Почётный прелат Его Святейшества. 20 мая 2006 года Швадерлапп был инвестирован в Орден Святого Гроба Господнего Иерусалимского, великим приором ордена, епископом Шпайера Антоном Шлембахом. В 2009 году, глава епархии Свидницы даровал ему почётный епископский титул.

## Епископ
24 февраля 2012 года Папа Бенедикт XVI назначил Доминика Швадерлаппа титулярным епископом Фридженто и вспомогательным епископом в архиепархии Кёльна. Швадерлапп несёт ответственность за "Северный пасторский округ" с городами Дюссельдорф, Вупперталь, Золинген и Ремшайд и районы Рейн-Нойс, Меттман и Обербергиш. Епископская ординация состоялась 25 марта 2012 года в Кёльнском соборе, ординацию возглавлял кардинал Йоахим Майснер Со-консекраторами были вспомогательные епископы Кёльна — Манфред Мельцер и Хайнер Кох.

## Герб
Геральдический язык: на испанском геральдическом щите разделённым по вертикальной линии, опущенной из середины верхнего края щита к середине нижнего, в правой части чёрный крест на серебряном поле (из герба архиепархии Кёльна), в левой части на серебряном фоне три красных скошенных полосы, увенчанные в центре синим кувшином (из герба города Рансбах-Баумбаха в Вестервальде).
Девиз Gaudentes patientes instantes («в скорби [будьте] терпеливы, в молитве постоянны») взят из Послания к Римлянам (Рим. 12:12).